# Premi Amilcar
I Premi Amilcar vengono assegnati nell'ambito del Festival du Film Italien de Villerupt per promuovere ogni anno il cinema italiano di qualità fuori dai confini italiani. 
Gli Amilcar sono assegnati rispettivamente dalla giuria, dal pubblico, dalla stampa, dalla giuria dei giovani, dagli esercenti dei cinema e dalla città di Villerupt, piccolo comune francese in cui, grazie al festival, arrivano ogni anno circa 40.000 spettatori.

## Albo d'oro (parziale)
2015
- Amilcar du Jury: Arianna di Carlo Lavagna
- Amilcar des Exploitants: Latin Lover di Cristina Comencini
- Amilcar du Public: Se Dio vuole di Edoardo Falcone
- Amilcar du Jury Jeunes: Arianna di Carlo Lavagna
- Amilcar de la Critique: L'attesa di Piero Messina

2016
- Amilcar du Jury: Le ultime cose di Irene Dionisio
- Amilcar des Exploitants: Pericle il nero di Stefano Mordini
- Amilcar du Public: Piuma di Roan Johnson
- Amilcar du Jury Jeunes: The Habit of Beauty di Mirko Pincelli
- Amilcar de la Critique: Lo chiamavano Jeeg Robot di Gabriele Mainetti

2017
- Amilcar du Jury: Il padre d'Italia di Fabio Mollo
- Amilcar des Exploitants: Tutto quello che vuoi di Francesco Bruni
- Amilcar du Public: 7 minuti di Michele Placido
- Amilcar du Jury Jeunes: Il padre d'Italia di Fabio Mollo
- Amilcar de la Critique: L'ordine delle cose di Andrea Segre

2018
- Amilcar du Jury: Saremo giovani e bellissimi di Letizia Lamartire
- Amilcar des Exploitants: Il vizio della speranza di Edoardo De Angelis
- Amilcar du Public: Il bene mio di Pippo Mezzapesa
- Amilcar du Jury Jeunes: Fiore gemello di Laura Luchetti
- Amilcar de la Critique: La terra dell'abbastanza dei fratelli D'Innocenzo

2019
- Amilcar du Jury: Sole di Carlo Sironi
- Amilcar des Exploitants: Sole di Carlo Sironi
- Amilcar du Public: Il campione di Leonardo D'Agostini
- Amilcar du Jury Jeunes: Ride di Valerio Mastandrea
- Menzione speciale della giuria: La scomparsa di mia madre di Beniamino Barrese

2021
- Amilcar du Jury: Il cattivo poeta di Gianluca Jodice
- Amilcar de la Critique: A Chiara di Jonas Carpignano
- Amilcar des Exploitants: Ariaferma di Leonardo Di Costanzo
- Amilcar du Jury Jeunes: Atlas di Niccolò Castelli
- Amilcar du Public: Marilyn ha gli occhi neri di Simone Godano
- Amilcar de la Ville de Villerupt (2021): Francesco Bruni
- Amilcar de la Ville de Villerupt (2020): Cristina Comencini

2022
- Amilcar du Jury: Amanda di Carolina Cavalli
- Amilcar de la Critique: Le otto montagne di Felix Van Groeningen e Charlotte Vandermeersch
- Amilcar des Exploitants: Le otto montagne di Felix Van Groeningen e Charlotte Vandermeersch
- Amilcar du Jury Jeunes: Acqua e anice di Corrado Ceron
- Amilcar du Public: Manodopera (Interdit aux chiens et aux Italiens) di Alain Ughetto
- Amilcar de la Ville de Villerupt: Francesca Archibugi

2023
- Amilcar du Jury: Come pecore in mezzo ai lupi di Lyda Patitucci
- Amilcar de la Critique: La chimera di Alice Rohrwacher
- Amilcar des Exploitants: La chimera di Alice Rohrwacher
- Amilcar du Jury Jeunes: Amusia di Marescotti Ruspoli
- Amilcar du Public: Primadonna di Marta Savina
- Amilcar de la Ville de Villerupt: Jasmine Trinca